# 5e étape a du Tour de France 1935
Pour un article plus général, voir Tour de France 1935.
La 5e étape a du Tour de France 1935 s'est déroulée le lundi 8 juillet.
Il s'agit d'une demi-étape qui relient Belfort (Territoire de Belfort) à Genève (Suisse), au terme d'un parcours de 262 kilomètres.
Le Français Maurice Archambaud gagne l'étape tandis que le Belge Romain Maes conserve la tête du classement général.
À l'issue de la demi-étape, six coureurs sont éliminés et 78 coureurs restent qualifiés pour la demi-étape suivante disputée sous la forme d'un contre-la-montre.

## Parcours

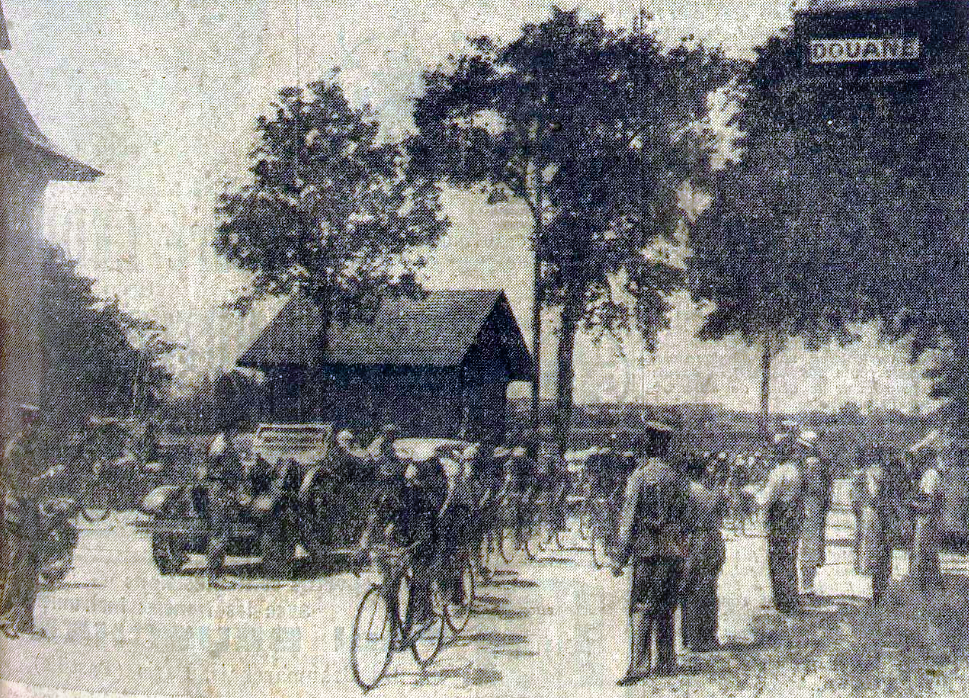
Le passage de la frontière franco-suisse

Le départ est donné à 4h30 du matin à Belfort les cents premiers kilomètres sont relativement plats, puis, les coureurs empruntent les cols de la Lemme, de la Savine (Jura) puis de la Faucille (Ain), tous trois situés dans le massif du Jura. L'arrivée est jugée au vélodrome de Genève,.

## Déroulement de la course
Six coureurs abandonnent dans la première partie de l'étape, les Espagnols Federico Ezquerra, Mariano Cañardo, Vicente Trueba, et les touristes-routiers Pierre Janvier,  Paul-René Corallini et  Sezny Le Roux.
Après la descente du col de la Faucille, le Français Maurice Archambaud s'échappe d'un groupe constitué de 37 coureurs, et l'emporte en solitaire sur le vélodrome de Genève (Suisse). Les Belges Edgard De Caluwé, deuxième, puis Gustave Danneels, troisième, terminent détachés du peloton,.

## Classements

### Classement de l'étape

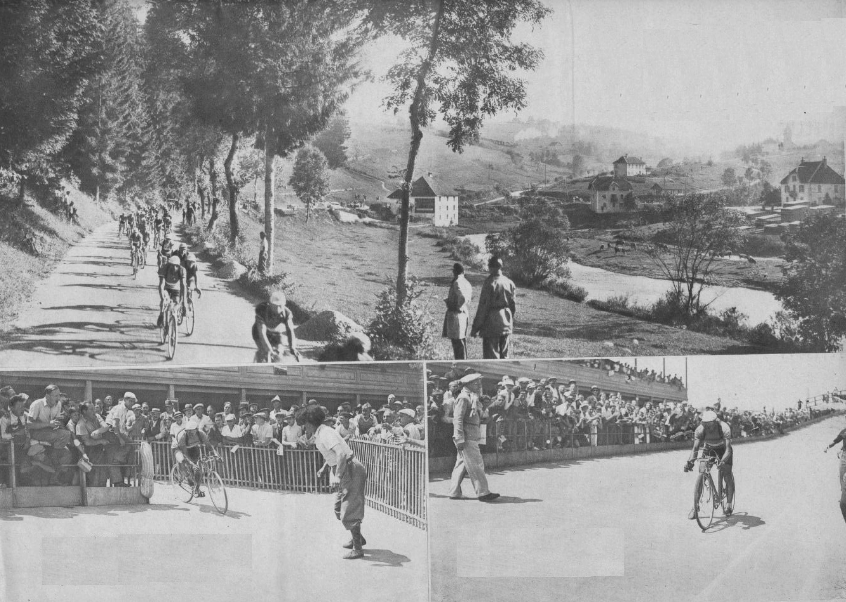
En haut, les coureurs dans le Doubs, en cours d'étape. En bas, l'arrivée en vainqueur du Français Maurice Archambaud sur le vélodrome de Genève (Suisse).

| \| Classement de l'étape \| Classement de l'étape \| Classement de l'étape \| Classement de l'étape \| Classement de l'étape \| \| Coureur \| Coureur \| Pays \| Équipe \| Temps \| \| --------------------- \| --------------------- \| --------------------- \| --------------------- \| --------------------- \| \| 1er \| Maurice Archambaud \| France \| \| \| \| 2e \| Edgard De Caluwé \| Belgique \| \| \| \| 3e \| Gustave Danneels \| Belgique \| Alcyon-Dunlop \| \| \| 4e \| Georg Stach \| Reich allemand \| \| \| \| 5e \| Pietro Rimoldi \| Italie \| \| \| \| 6e \| Ambrogio Morelli \| Italie \| \| \| \| 7e \| François Neuville \| Belgique \| \| \| \| 8e \| Romain Maes \| Belgique \| Alcyon-Dunlop \| \| \| 9e \| Pierre Cloarec \| France \| \| \| \| 10e \| René Vietto \| France \| Helyett-Hutchinson \| \| |                    |                |                    |       |
| |                    |                |                    |       |
| |                    |                |                    |       |
| Classement de l'étape |                    |                |                    |       |
| Coureur | Coureur            | Pays           | Équipe             | Temps |
| 1er | Maurice Archambaud | France         |                    |       |
| 2e | Edgard De Caluwé   | Belgique       |                    |       |
| 3e | Gustave Danneels   | Belgique       | Alcyon-Dunlop      |       |
| 4e | Georg Stach        | Reich allemand |                    |       |
| 5e | Pietro Rimoldi     | Italie         |                    |       |
| 6e | Ambrogio Morelli   | Italie         |                    |       |
| 7e | François Neuville  | Belgique       |                    |       |
| 8e | Romain Maes        | Belgique       | Alcyon-Dunlop      |       |
| 9e | Pierre Cloarec     | France         |                    |       |
| 10e | René Vietto        | France         | Helyett-Hutchinson |       |

### Classement général à l'issue de l'étape
| \| Classement général \| Classement général \| Classement général \| Classement général \| Classement général \| \| Coureur \| Coureur \| Pays \| Équipe \| Temps \| \| ------------------ \| ------------------ \| ------------------ \| ------------------- \| ------------------ \| \| 1er \| Romain Maes \| Belgique \| Alcyon-Dunlop \| \| \| 2e \| Antonin Magne \| France \| France-Sport-Dunlop \| \| \| 3e \| Edgard De Caluwé \| Belgique \| \| \| \| 4e \| Georges Speicher \| France \| \| \| \| 5e \| René Bernard \| France \| \| \| \| 6e \| Félicien Vervaecke \| Belgique \| Alcyon-Dunlop \| \| \| 7e \| Eugenio Gestri \| Italie \| \| \| \| 8e \| Vasco Bergamaschi \| Italie \| \| \| \| 9e \| Jules Lowie \| Belgique \| \| \| \| 10e \| Pierre Cloarec \| France \| \| \| |                    |          |                     |       |
| |                    |          |                     |       |
| |                    |          |                     |       |
| Classement général |                    |          |                     |       |
| Coureur | Coureur            | Pays     | Équipe              | Temps |
| 1er | Romain Maes        | Belgique | Alcyon-Dunlop       |       |
| 2e | Antonin Magne      | France   | France-Sport-Dunlop |       |
| 3e | Edgard De Caluwé   | Belgique |                     |       |
| 4e | Georges Speicher   | France   |                     |       |
| 5e | René Bernard       | France   |                     |       |
| 6e | Félicien Vervaecke | Belgique | Alcyon-Dunlop       |       |
| 7e | Eugenio Gestri     | Italie   |                     |       |
| 8e | Vasco Bergamaschi  | Italie   |                     |       |
| 9e | Jules Lowie        | Belgique |                     |       |
| 10e | Pierre Cloarec     | France   |                     |       |